# 巴塞尔劳动党
巴塞尔劳动党（缩写为PdA Basel）是瑞士巴塞尔的一个共产主义政党。1988年，瑞士劳动党在巴塞尔的分支“巴塞尔劳动党”分裂，部分成员另行建立“巴塞尔劳动党（1944年成立）”（Partei der Arbeit Basel (gegr. 1944)）。对比原来的“巴塞尔劳动党”，“巴塞尔劳动党（1944年成立）”在共产主义意识形态上略显正统。2014年，作为瑞士劳动党分支的“巴塞尔劳动党”解散，随后，“巴塞尔劳动党（1944年成立）”改名为“巴塞尔劳动党”。2019年，瑞士劳动党建立新的巴塞尔分支，取名为“瑞士劳动党巴塞尔支部”。